# دالرفین
دالرفین (به هلندی: Dalerveen) یک منطقهٔ مسکونی در هلند است که در کوفوردن واقع شده‌است. دالرفین ۳۶۷ نفر جمعیت دارد.